# Louis Drouet

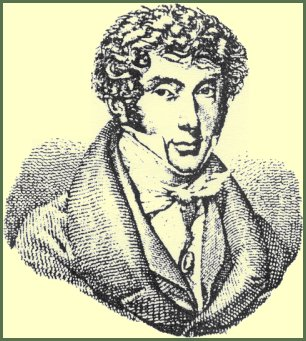
Louis Drouet

Louis Drouet (* 14. April 1792 in Amsterdam; † 30. September 1873 in Bern) war ein Flötist, Flötenbauer, Komponist und Dirigent französisch-niederländischer Herkunft.
Drouet war Sohn eines aus Paris stammenden Friseurs und einer niederländischen Mutter. In Amsterdam unterrichtete ihn der Flötist Arnoldus Dahmen, später studierte er am Conservatoire de Paris bei Anton Reicha und Étienne-Nicolas Méhul. Als 15-Jähriger wurde Drouet Hofflötist von Louis Bonaparte, 1811 nahm ihn Napoleon Bonaparte in seine Dienste, 1814 stellte ihn Ludwig XVIII. an der Académie Royale an. 1815/16 übersiedelte Drouet nach England und betätigte sich unter anderem als Flötenbauer. 1819 verließ Drouet England wieder, reiste durch Europa und war ab etwa 1823 für drei Jahre Generaldirektor der Théâtres Royaux de Naples in Neapel. Danach übersiedelte er in die Niederlande, wo ihn Willem I. für die Hofkapelle anstellte. Ab etwa 1838 bis 1853 wirkte er als Kapellmeister am Hof von Sachsen-Coburg und Gotha.
Drouet hinterließ mehr als 400 Kompositionen, darunter 10 Konzerte für Flöte und Orchester, zahlreiche Variationen über Opernarien oder Lieder sowie pädagogische Werke.
Lange wurde ihm die inoffizielle französische Nationalhymne Partant pour la Syrie zugeschrieben. Neuere Forschungen haben ergeben, dass diese Zuschreibung des Musikwissenschaftlers Arthur Pougin (1834–1921) von einer gegen das Zweite Kaiserreich gerichteten Stimmung getrieben worden war und sich Hortense de Beauharnais (1783–1837) als tatsächliche Urheberin herausstellte.